# 小方町
小方町（おがたちょう）は、広島県佐伯郡にあった町。現在の大竹市の一部にあたる。

## 地理
- 海洋：瀬戸内海
- 河川：新町川[1]、大膳川[2]

## 歴史
- 1889年（明治22年）4月1日、町村制の施行により、佐伯郡小方村、黒川村が合併して村制施行し、小方村が発足[1][3]。
- 1916年（大正5年）小方郵便局開設[1]。
- 1951年（昭和26年）2月11日、町制施行し小方町となる[1][3]。
- 1954年（昭和29年）9月1日、佐伯郡玖波町、大竹町、栗谷村、友和村の一部（松ケ原）と合併し、市制施行し大竹市を新設して廃止された[1][3]。

### 地名の由来
次の二説などがある。
1. 干潟の潟による。
2. 『和名類聚抄』に記載の佐伯郡遠管郷を当地に比定し、郷名を「おか」と訓み、その転訛。

## 産業
- 製紙、蚕業[1]。